# Graomys griseoflavus
Graomys griseoflavus је врста глодара из породице хрчкова (Cricetidae).

## Распрострањење
Ареал врсте је ограничен на мањи број држава. Врста има станиште у Бразилу, Аргентини, Боливији и Парагвају.

## Угроженост
Ова врста није угрожена, и наведена је као последња брига јер има широко распрострањење.